# خوان كاراسكو
خوان كاراسكو (بالإسبانية: Juan Carrasco)‏ هو منافس ألعاب قوى إسباني، ولد في 1958.

## وصلات خارجية
- خوان كاراسكو على موقع أوليمبيديا (الإنجليزية)